# شوتارو اوکو
شوتارو اوکو (انگلیسی: Shutaro Oku؛ زادهٔ ۱۹۷۵) کارگردان فیلم اهل ژاپن است.